# Shade 45
Shade 45 es una emisora de radio del rapero Eminem. Transmite Hip hop/rap y urban contemporary (desde la emisora se informa en el panel urban de Mediabase). Originalmente debutó como un formato de hiphop en 2004, cambiando a su actual sede cuando se unió al canal XM 66. Se transmite en Sirius XM Radio, canal 45 (en Sirius), canal 66 (en XM, cuando reemplaza a Raw el 12 de noviembre de 2008) y DISH Network 6045.
Los Dj's habituales son DJ Kay Slay, DJ Muggs, Angela Yee, DJ Tony Touch, DJ Clinton Sparks, DJ Lord Sear, Statik Selektah, Rude Jude, DJ Drama, DJ Wonder, DJ Whoo Kid y el recién llegado DJ Self & Kimmi Cupcakes.
Aparte de las frecuentes apariciones de Eminem, esta estación también ha sido utilizada por el para hablarle a sus fanes sobre sus puntos de vista, opiniones y adelantos de proyectos.
- Datos: Q3042083